# 秋田地方検察庁
秋田地方検察庁（あきたちほうけんさつちょう）は、秋田県秋田市にある日本の地方検察庁の一つで、秋田県を管轄している。略称は、秋田地検（あきたちけん）。能代・本荘・大館・横手・大曲に支部を置いている。
秋田県を管轄しており、秋田市に設置されている本庁のほか、能代・本荘・大館・横手・大曲に支部を設置している。

## 所在地
- 本庁 - 秋田市山王7丁目1-2 秋田地方法務合同庁舎　北緯39度43分4.6秒 東経140度6分0.9秒 / 北緯39.717944度 東経140.100250度
秋田新幹線, JR奥羽線, 羽越線, 男鹿線 秋田駅西口バス乗り場「1番」から「県庁・交通局」行きバス乗車「県庁・市役所前」バス停降車後徒歩3分

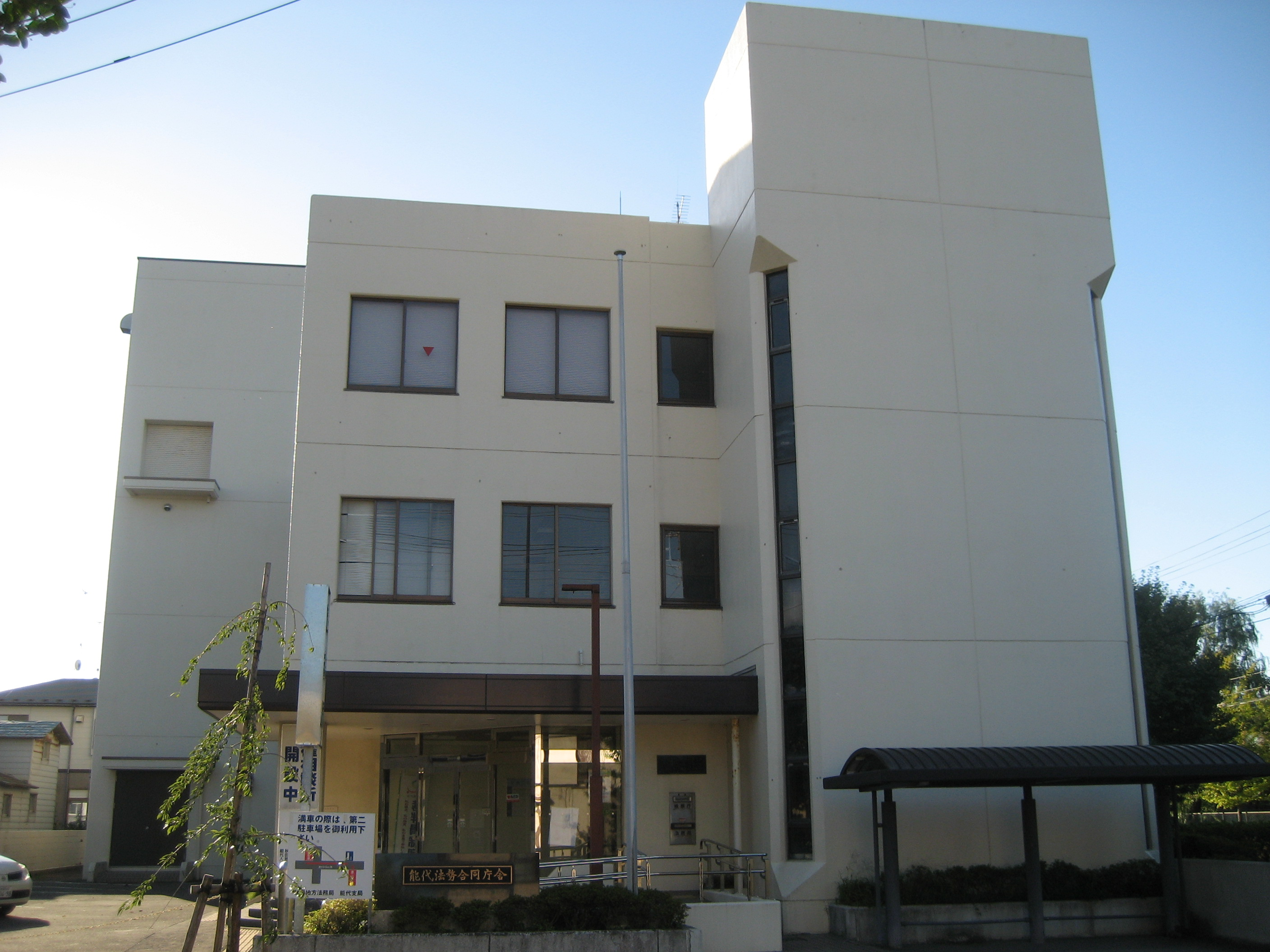
能代支部 - 能代市大町5-36 能代法務合同庁舎　北緯40度12分49.2秒 東経140度1分37.5秒 / 北緯40.213667度 東経140.027083度
JR五能線 能代駅から「能代バスステーション」行きバス乗車 終点「能代バスステーション」バス停降車後徒歩3分
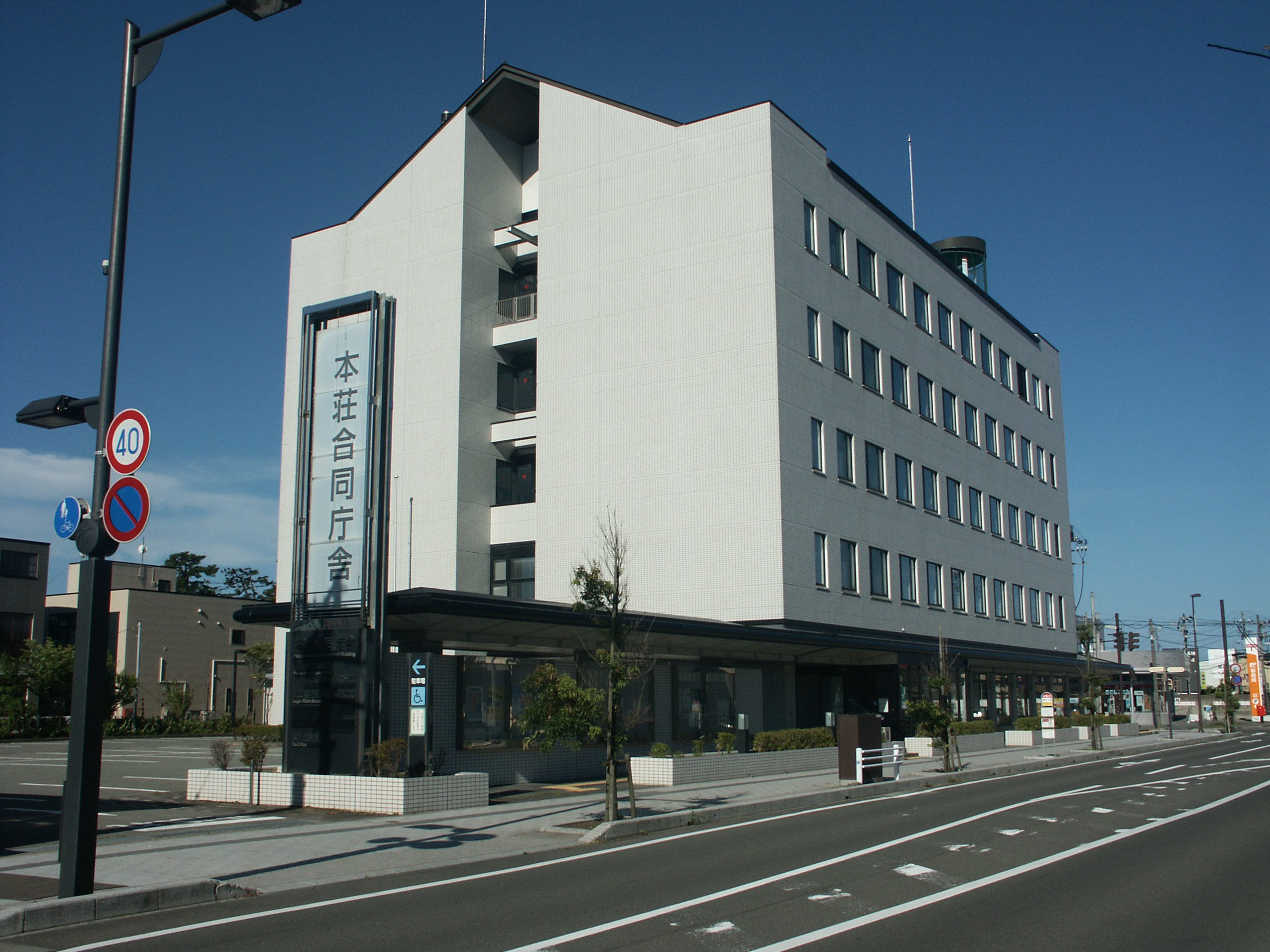
本荘支部 - 由利本荘市給人町17 本荘合同庁舎　北緯39度23分19秒 東経140度2分36.7秒 / 北緯39.38861度 東経140.043528度
JR羽越線, 由利高原鉄道鳥海山ろく線 羽後本荘駅から徒歩約15分
羽後本荘駅から「羽後交通本荘営業所」行きバス乗車「栄町1丁目」バス停降車後徒歩すぐ
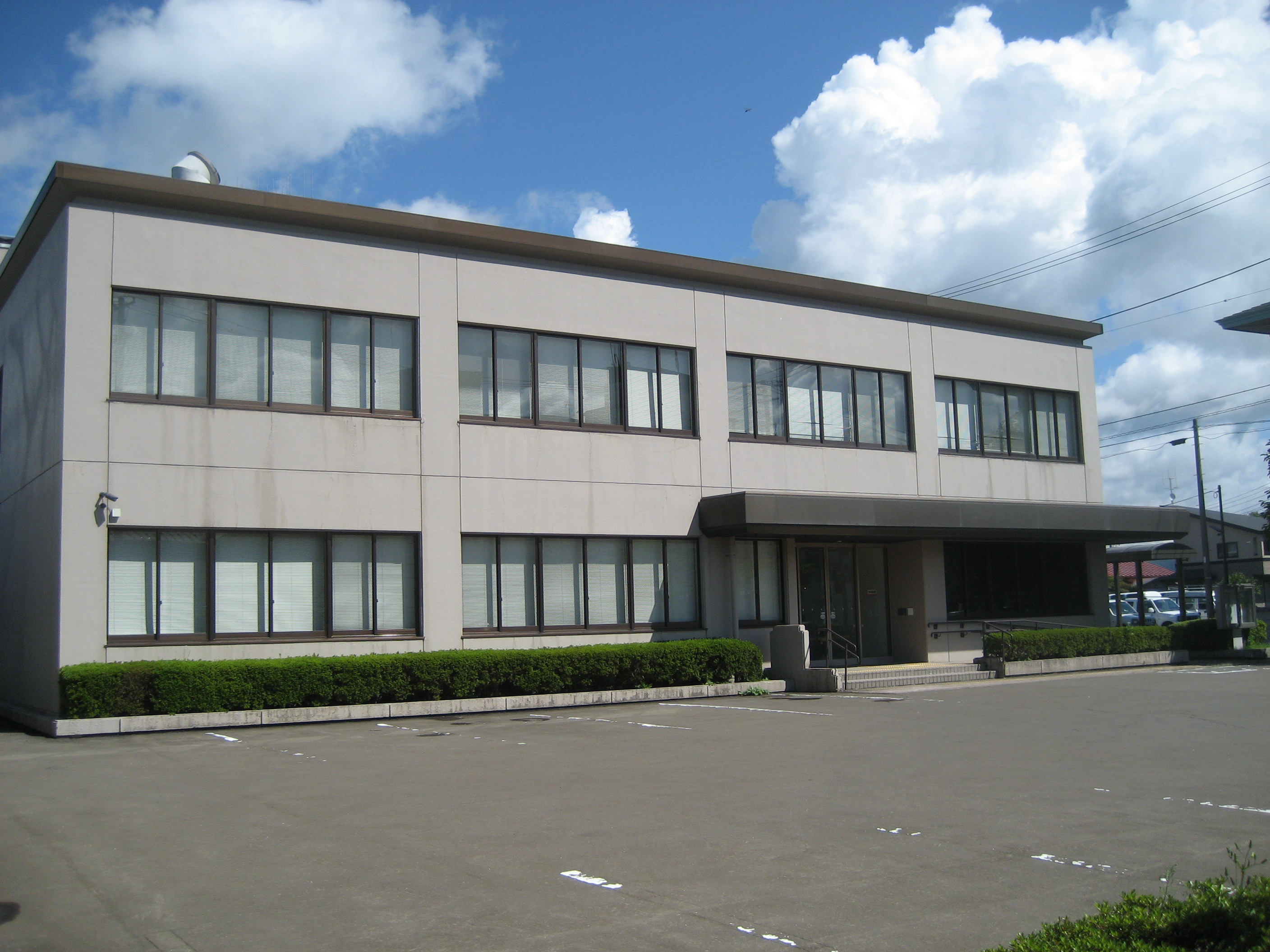
大館支部 - 大館市字三ノ丸104　北緯40度16分20.6秒 東経140度33分46.4秒 / 北緯40.272389度 東経140.562889度
JR奥羽線, 花輪線 大館駅から大館市役所前経由のバス乗車「長倉町」バス停または大館市役所前バス降車後徒歩3分
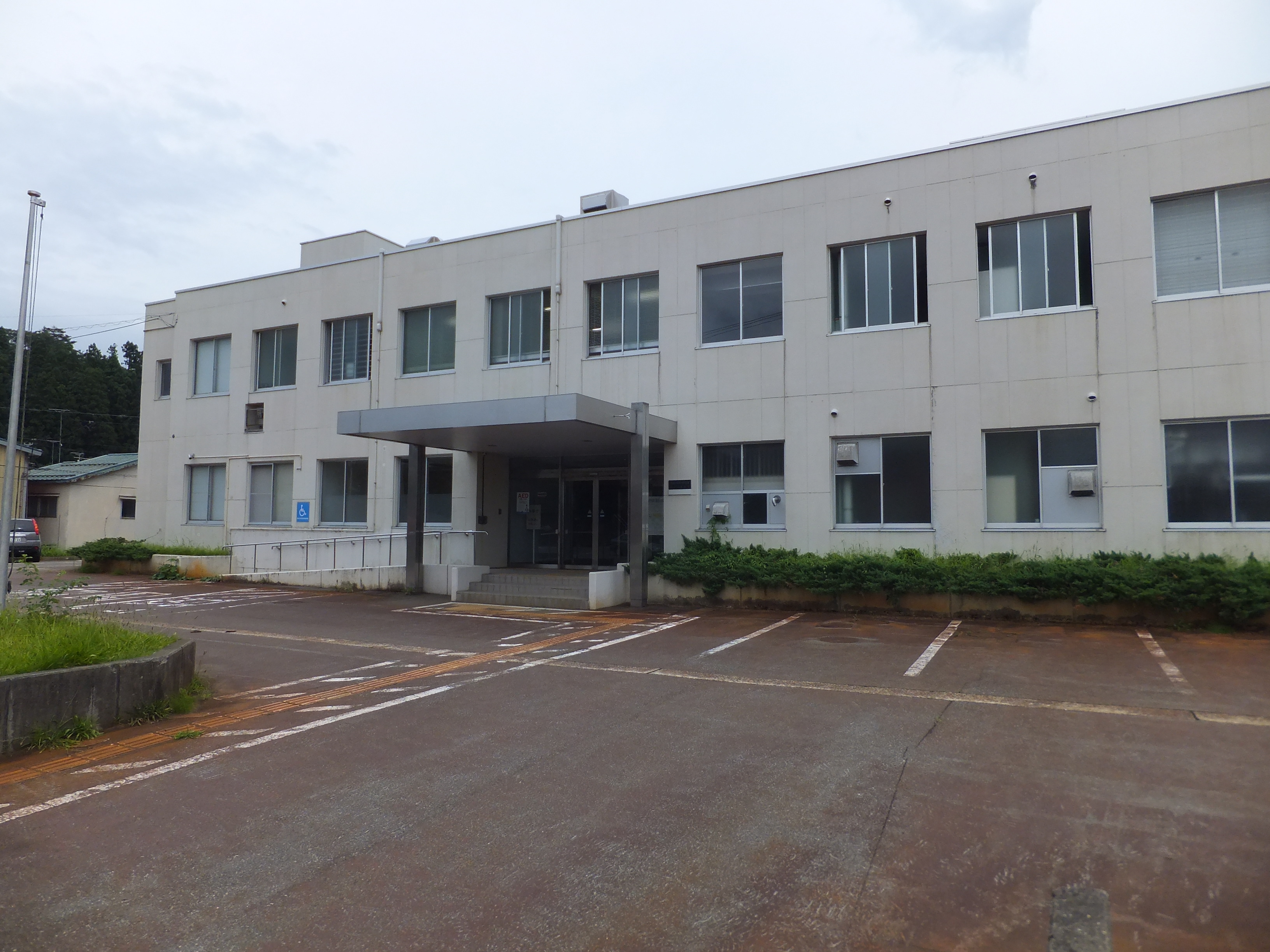
横手支部 - 横手市本町2-9 横手法務合同庁舎　北緯39度19分10.1秒 東経140度33分59.6秒 / 北緯39.319472度 東経140.566556度
JR奥羽線, 北上線 横手駅から「上台」行きバス乗車「本町」バス停降車後徒歩3分
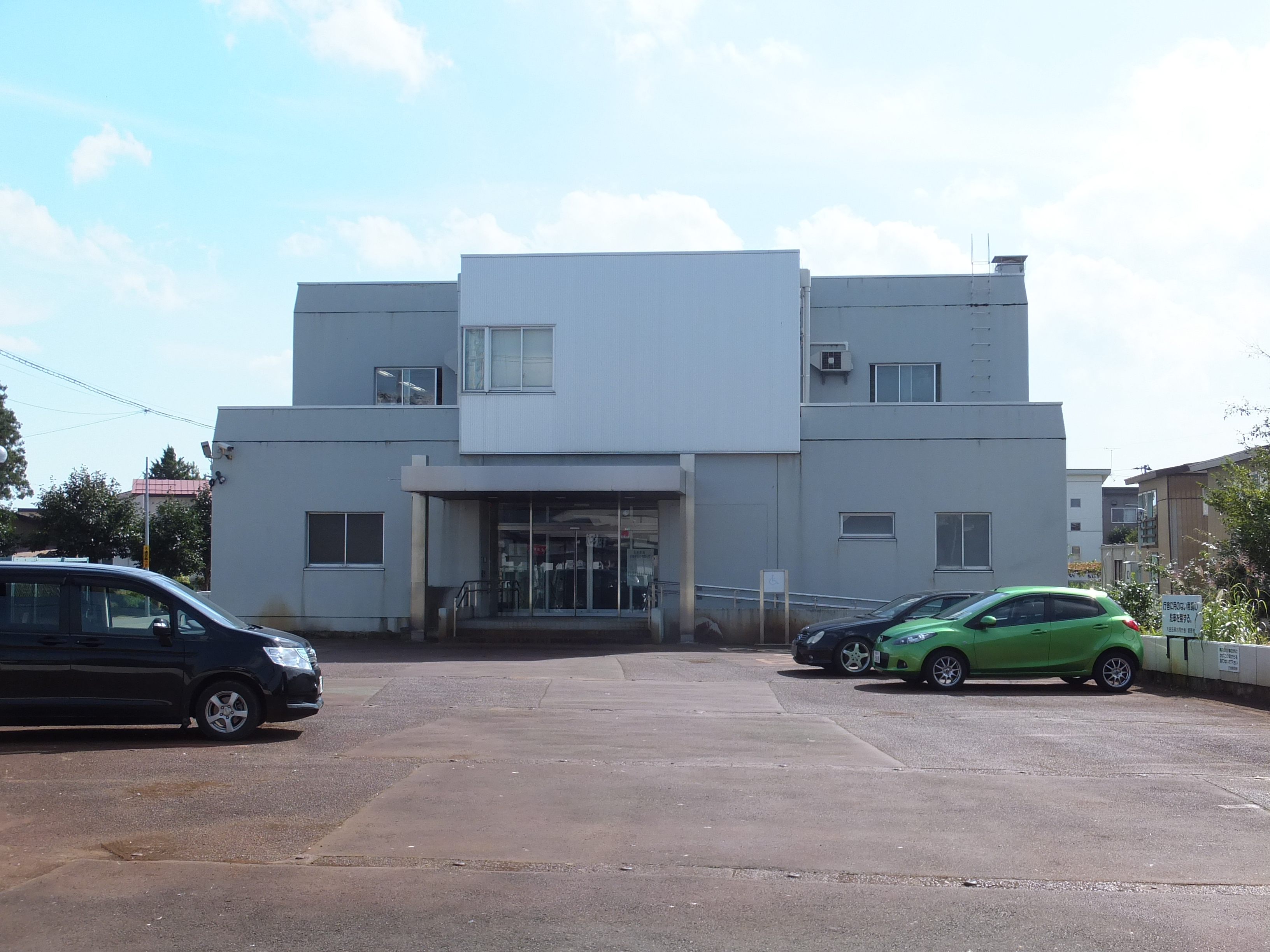
大曲支部 - 大仙市大曲日の出町1丁目3-4 大曲法務合同庁舎　北緯39度26分58.6秒 東経140度28分39.5秒 / 北緯39.449611度 東経140.477639度
秋田新幹線, JR奥羽線, 田沢湖線 大曲駅から「横手バスターミナル」行きバス乗車「大曲農業高校前」バス停降車後徒歩3分

- 能代支部
- 本荘支部
- 大館支部
- 横手支部
- 大曲支部

## 管轄
- 本庁
  - 秋田区検察庁（秋田市・潟上市・南秋田郡）
  - 男鹿区検察庁（男鹿市）
- 能代支部
  - 能代区検察庁（能代市・山本郡）
- 本荘支部
  - 本荘区検察庁（由利本荘市・にかほ市）
- 大館支部
  - 大館区検察庁（大館市・北秋田市・北秋田郡）
  - 鹿角区検察庁（鹿角市・鹿角郡）
- 横手支部
  - 横手区検察庁（横手市（増田町を除く））
  - 湯沢区検察庁（湯沢市・横手市（増田町）・雄勝郡）
- 大曲支部
  - 大曲区検察庁（大仙市（大神成・上鴬野・北長野・栗沢・清水・下鴬野・豊岡・豊川・長戸呂・長野・鑓見内を除く））
  - 角館区検察庁（大仙市（大神成・上鴬野・北長野・栗沢・清水・下鴬野・豊岡・豊川・長戸呂・長野・鑓見内）・仙北市）